# نادیوسکا
نادیوسکا (اسپانیایی: Nadiuska‎؛ زادهٔ ۱۹ ژانویهٔ ۱۹۵۲) بازیگر آلمانی‌الاصل اهل اسپانیا است. او به‌همراه پدر و مادرش که لهستانی و روس هستند، در سال ۱۹۷۱ از آلمان به اسپانیا مهاجرت کرده و ساکن بارسلون شد.
از فیلم‌ها یا مجموعه‌های تلویزیونی که وی در آن‌ها نقش داشته‌است می‌توان به کونان بربر اشاره نمود.